# 1856 dans les chemins de fer
Chronologie des chemins de fer
1855 dans les chemins de fer - 1856 - 1857 dans les chemins de fer

## Événements
Hanovre : inauguration de la ligne Brunswick–Kreiensen.

### Avril
- 7 avril, France : inauguration du chemin de fer de Dole à Besançon[1].

### Mai
- 29 mai, France : inauguration de la section Tonneins-Valence d'Agen du chemin de fer de Bordeaux à Sète (compagnie du Midi)

### Juin
- 25 juin, Belgique : arrêté royal approuvant la création de la Compagnie du chemin de fer de Lichtervelde à Furnes créée par Thomas Green[2].

### Juillet
- 7 juillet, France : ouverture de la ligne de Noisy-le-Sec à Nogent - Le Perreux par la Compagnie des chemins de fer de l'Est. Inauguration de la Gare de Niort.

### Septembre
- 16 septembre, Espagne :  inauguration de la ligne Tarragone-Reus (Catalogne, Espagne)

### Octobre
- 10 octobre, France : ouverture de la Ligne de Rognac à Aix-en-Provence.
- 16 octobre, France  : inauguration de la gare de chemin de fer de Toulouse.
- 20 octobre, Italie : inauguration de la ligne entre Aix-les-Bains et Saint-Jean-de-Maurienne.
- 28 octobre, Portugal : ouverture de la section Lisbonne (Cais dos Soldados)-Carregado de la Linha do Leste. Premier chemin de fer du Portugal. (Companhia Central e Peninsular dos Caminhos de Ferro em Portugal)
- Achèvement de la voie ferrée Paris-Lyon.

## Naissances
- x

## Décès
- x